# Charlot e Mabel
Charlot e Mabel, distribuito nei cinema col titolo Isabella al volante (Mabel at the Wheel, noto anche come A Hot Finish e His Daredevil Queen) è un cortometraggio muto del 1914 scritto e diretto da Mabel Normand e Mack Sennett.

## Trama
Mabel accetta da uno sconosciuto un giro sulla sua motocicletta a due posti, che preferisce all'auto da corsa del suo fidanzato. Purtroppo, quando la motocicletta sobbalza, Mabel cade in una pozzanghera. Il suo fidanzato la soccorre e quindi le fa guidare la sua auto, standole vicino. L'altro uomo si accorge finalmente della sua assenza e, dopo essere caduto dalla moto, la vede con il suo fidanzato accanto all'auto. Inizia così un alterco in cui lo sconosciuto buca uno pneumatico dell'auto e viene cacciato via a sassate dalla coppia.
Poco dopo, ad una gara automobilistica a cui partecipa il fidanzato di Mabel, la ragazza viene nuovamente importunata dal furfante, che poi rapisce il pilota con l'aiuto di due scagnozzi. Mabel decide così di gareggiare al posto del fidanzato. Il furfante e i suoi scagnozzi cercano di sabotarla usando olio e bombe, ma Mabel e il suo copilota riescono comunque a vincere la gara. Mabel viene portata in trionfo dal padre e dal fidanzato, che si è liberato, mentre il furfante lancia rabbiosamente in aria una delle bombe facendo saltare sé stesso e i suoi scagnozzi.

## Produzione
È un film prodotto dalla Keystone Pictures Studio con protagonista la Normand e in cui Charlie Chaplin (al suo primo ruolo in un corto da due rulli), nonostante il titolo dell'edizione italiana, non interpreta Charlot, ma un antagonista già reso famoso da Ford Sterling.
Il film fu parzialmente girato durante la Coppa Vanderbilt a Santa Monica il 26 febbraio 1914, e completato il successivo 31 marzo. Oltre ad essere contrariato per dover imitare Sterling, Chaplin un giorno litigò con la Normand, che non voleva accettare i suoi consigli sul personaggio, e si rifiutò di lavorare. Sennett, non potendo licenziare Chaplin a causa della sua popolarità, fece riconciliare lui e la Normand in modo che portassero amichevolmente a termine il film, e gli consentì di dirigere i suoi film successivi.

## Distribuzione
- 18 aprile 1914 negli Stati Uniti dalla Mutual Film[1]
- 1915 in Svezia (Charlie på motortävlingen)
- 10 giugno in Spagna (Mabel y el auto infernal)
- 1º ottobre in Italia
- 16 aprile 1919 in Danimarca (Chaplin som Sportsmand)
- 10 giugno 1920 in Finlandia